# Grizzlys Catalans 2023
Questa voce raccoglie le informazioni riguardanti i Grizzlys Catalans nelle competizioni ufficiali della stagione 2023.

## Division Élite 2023

### Stagione regolare
| 5 febbraio 2023, ore 13:00 1ª giornata | Grizzlys Catalans | 14 – 26 referto | Blue Stars de Marseille | \| Arbitro: \| Prud'Homme \| |
| Arbitro:                               | Prud'Homme        |                 |                         |                              |

| 11 febbraio 2023, ore 19:00 Anticipo 2ª giornata | Dauphins de Nice | 15 – 20 referto | Grizzlys Catalans | \| Arbitro: \| Vigne \| |
| Arbitro:                                         | Vigne            |                 |                   |                         |

| 26 febbraio 2023, ore 13:00 3ª giornata | Grizzlys Catalans | 21 – 21 referto | Ours de Toulouse | \| Arbitro: \| Latger \| |
| Arbitro:                                | Latger            |                 |                  |                          |

| 12 marzo 2023, ore 14:00 4ª giornata | Argonautes d'Aix-en-Provence | 7 – 14 referto | Grizzlys Catalans | \| Arbitro: \| Hunkeler \| |
| Arbitro:                             | Hunkeler                     |                |                   |                            |

| 18 marzo 2023, ore 19:00 5ª giornata | Centaures de Grenoble | 26 – 28 referto | Grizzlys Catalans | \| Arbitro: \| Frossard \| |
| Arbitro:                             | Frossard              |                 |                   |                            |

| 2 aprile 2023, ore 13:00 6ª giornata | Grizzlys Catalans | 10 – 6 referto | Dauphins de Nice | \| Arbitro: \| Lejeune \| |
| Arbitro:                             | Lejeune           |                |                  |                           |

| 8 aprile 2023, ore 19:00 7ª giornata | Ours de Toulouse | 35 – 34 referto | Grizzlys Catalans | \| Arbitro: \| Castaing \| |
| Arbitro:                             | Castaing         |                 |                   |                            |

| 23 aprile 2023, ore 14:00 8ª giornata | Blue Stars de Marseille | 24 – 19 referto | Grizzlys Catalans | \| Arbitro: \| Vigne \| |
| Arbitro:                              | Vigne                   |                 |                   |                         |

| 7 maggio 2023, ore 13:00 9ª giornata | Grizzlys Catalans | 34 – 26 referto | Argonautes d'Aix-en-Provence | \| Arbitro: \| Prud'Homme \| |
| Arbitro:                             | Prud'Homme        |                 |                              |                              |

| 21 maggio 2023, ore 13:00 10ª giornata | Grizzlys Catalans | 50 – 38 referto | Centaures de Grenoble | \| Arbitro: \| Prud'Homme \| |
| Arbitro:                               | Prud'Homme        |                 |                       |                              |

### Playoff
| 10 giugno 2023, ore 20:00 Wild Card | Flash de La Courneuve | 41 – 31 referto | Grizzlys Catalans | \| Arbitro: \| Hunkeler \| |
| Arbitro:                            | Hunkeler              |                 |                   |                            |

## Statistiche di squadra
| Competizione      | %Vittorie | In casa | In casa | In casa | In casa | In casa | In casa | In trasferta | In trasferta | In trasferta | In trasferta | In trasferta | In trasferta | Totale | Totale | Totale | Totale | Totale | Totale |
| Competizione      | %Vittorie | G       | V       | N       | P       | Pf      | Ps      | G            | V            | N            | P            | Pf           | Ps           | G      | V      | N      | P      | Pf     | Ps     |
| ----------------- | --------- | ------- | ------- | ------- | ------- | ------- | ------- | ------------ | ------------ | ------------ | ------------ | ------------ | ------------ | ------ | ------ | ------ | ------ | ------ | ------ |
| Stagione regolare | .650      | 5       | 3       | 1       | 1       | 129     | 117     | 5            | 3            | 0            | 2            | 115          | 107          | 10     | 6      | 1      | 3      | 244    | 224    |
| Playoff           | .000      | 0       | 0       | 0       | 0       | 0       | 0       | 1            | 0            | 0            | 1            | 31           | 41           | 1      | 0      | 0      | 1      | 31     | 41     |
| Totale            | .591      | 5       | 3       | 1       | 1       | 129     | 117     | 6            | 4            | 0            | 2            | 146          | 148          | 11     | 6      | 1      | 4      | 275    | 265    |